# Dominique de La Garanderie
Pour les articles homonymes, voir Payen, Garanderie et Tisseyre.
Dominique Payen de La Garanderie, née Dominique Tisseyre le 11 juillet 1943, est une avocate française, première femme à avoir été élue bâtonnière de l'Ordre des avocats du barreau de Paris (1998-1999).

## Biographie
Elle est née en 1943 à Paris, d'un père journaliste, François Tisseyre, résistant mort en déportation, et d'une mère antiquaire. Diplômée d'un DESS de droit privé obtenu à la faculté de droit de Paris, Dominique de La Garanderie est avocate au barreau de Paris depuis 1968. Spécialisée en droit social et droit du travail, elle a aussi enseigné à l'université de Paris II et à l’École supérieure de commerce de Paris.
Elle a été avocate au sein du cabinet Rambaud-Lafarge-Flécheux pendant 10 ans, avant d’être associé au cabinet Veil-Armfelt-Jourde-La Garanderie, où elle était responsable du pôle droit social. 
En 2006, elle participe à la fondation du cabinet La Garanderie Avocats, cabinet consacré exclusivement aux domaines du droit social.
Elle a été élue bâtonnière de l'Ordre des avocats en 1997 (prise de fonction en 1998), devenant première femme à occuper cette charge. Cette élection est le fruit d'une longue carrière dans les instances syndicales et ordinales, qui s'est poursuivie ensuite : Conseil de l'Ordre, présidence de la section internationale du Conseil national des barreaux, présidence de la délégation française des Barreaux européens (jusqu'en 2006), présidence de la Commission internationale du Conseil national des barreaux de 2003 à 2005.
À l'issue de son bâtonnat, Dominique de La Garanderie poursuit son action en entrant au Comité consultatif national des droits de l'homme (1999-2005), où elle prend la vice-présidence du Comité sur les droits de l'enfant. Elle est aussi membre la Fédération internationale des Droits de l'Homme (FIDH) et d'Avocats sans frontières.
De longue date engagée dans la promotion de l'éthique des affaires, la gouvernance d'entreprise, et l'égalité professionnelle, elle occupe et a occupé de nombreuses fonctions dans des organismes internationaux, et y défend sa vision d'un droit instrument de progrès social, auquel la RSE (responsabilité sociétale de l'entreprise) ouvre un champ d'action.
Son essai La Longue marche (2010) décrit cette diffusion progressive de normes sociales et environnementales dans les multinationales et chez leurs sous-traitants, sous la pression des normes conjointe des ONG, des institutions internationales et des médias.
Pour honorer sa longue carrière, la promotion 2012-2013 de l'École de formation professionnelle des barreaux de la cour d'appel de Paris (EFB) porte son nom.

## Fonctions
- Membre du Comité d'éthique entrepreneuriale du MEDEF (2000-2014, 2018-2019)
- Présidente de l'Association des femmes juristes (fondatrice[5])
- Présidente de l'Institut français d'experts juridiques internationaux.
- Vice-présidente de la Commission sur le gouvernement d'entreprise dans le secteur privé de l'OCDE (2005-2007)
- Ancienne membre du conseil d'administration de Renault (2003-2017)[6]
- Membre du Haut Comité du Gouvernement d'entreprise AFEP-MEDEF (2014-2018)[7]
- Présidente du comité d'éthique du groupe Le Monde (depuis 2017)[8]
- Membre du collège « Déontologie de la sécurité » du Défenseur des droits (depuis 2020)[9]

## Décorations
- Commandeure de la Légion d'honneur[10].
- Commandeure de l'ordre national du Mérite.

## Publication
La Longue marche. Entreprises, droits de l'Homme, mondialisation, Éditions François-Xavier de Guibert, Paris, 2008.

### Émission de radio
- Célyne Baÿt-Darcourt, « Dominique de La Garanderie, bâtonnier de l'ordre des avocats », Femmes d'exception, sur le site de France Info, 1999.